# Alsou
Alsou Ralifovna Abramova (Rússia, 1983) (en rus: Алсу́ Рали́фовна Абра́мова; en tàrtar: Алсу Рәлиф кызы Абрамова), més coneguda com Alsou ( Алсу́), és una cantant i actriu russa. Va competir al Festival Eurovisió 2000 en què va obtenir el segon lloc, per darrere de Dinamarca, atorgant-li reconeixement a tot Europa. Organitzà la final del Festival Eurovisió 2009, celebrat a Moscou.

## Biografia
Alsou va néixer a Bugulmà, a la llavors Unió Soviètica. El seu pare, Ralif Rafilovich Safin, d'ascendència bashkir, és un oligarca, executiu de LUKoil i membre del Consell Federal, la cambra alta del parlament rus. També és propietari de l'equip de futbol FC Zhemchuzhina-Sochi i va ser nomenat el ciutadà número 100 més ric de Rússia per la revista Forbes el 2004. La seva mare, Raziya Iskhakovna, és arquitecta d'ascendència tàrtara del Volga. Ella és creient musulmana. Té un mitjà germà gran anomenat Ruslan (1973), un germà gran anomenat Marat (1977), i un germà menor anomenat Renard (1996).
Quan Alsou tenia un any, la seva família es va mudar de Bugulma a Sibèria. Als 5 anys, va demanar als seus pares un piano. Després se li va permetre assistir a una escola de música privada. Després de viure a Moscou a causa dels negocis del seu pare, es va mudar a la ciutat de Nova York i després al Regne Unit, on va ingressar a una universitat privada d'arquitectura. Mentre vivia a Londres, va visitar Rússia sovint.
El 18 de març de 2006, es va casar amb Yan Abramov. El 7 de setembre de 2006, va donar a llum la seva filla Safi'na a Los Angeles, Califòrnia. El 29 d'abril del 2008, va donar la benvinguda a la seva segona filla, Mikella.7 El 10 d'agost del 2016, va néixer el seu fill Rafael a Tel-Aviv.

## Carrera
Als 15 anys, va ser presentada al gerent musical Valeriy Belotserkovskiy. Va interpretar "I Will Always Love You" i va impressionar el gerent, que va començar a treballar amb ella l'endemà. El seu primer àlbum rus va ser l'auto-titulat Alsou (rus: Алсу́), llançat el 16 de setembre de 1999. Va tenir èxit a Rússia i va generar 3 senzills: "Zimniy Son" ("Somni d'hivern") "Vesna" ("Primavera "), "Inogda" ("A vegades"). Després, va signar amb Universal Music Russia i es va convertir en la seva primer artista russa. Per a l'any 2000 es van vendre més de 700.000 còpies de CD Alsou a Rússia.
El 2000, va gravar el seu primer senzill en anglès "Solo" i va participar en Eurovisió, amb un tema escrit per Andrew Lane i Brandon Barnes, acabant en segon lloc. "Només" va vendre 100.000 còpies i es va convertir en el senzill més venut de tots els temps a Rússia, només superat pel seu proper senzill, un duet amb Enrique Iglesias titulat "You're My # 1". Després d'Eurovisió 2000, Alsou va començar una gira a gran escala per Rússia. Va celebrar el seu aniversari número 17 actuant a la seva ciutat natal de Bugulmà, on 86.000 dels 120.000 habitants es van reunir a la plaça principal per veure-la. Alsou va cantar "Solo" novament a Congratulations, concert pel 50è aniversari d'Eurovisió a Copenhaguen, Dinamarca, a l'octubre de 2005.
L'any 2000 va començar a treballar en el seu àlbum debut en anglès també anomenat Alsou, que va ser llançat a Rússia el 28 de juny de 2001. També va ser llançat a Alemanya, Noruega, Polònia, la República Txeca i Malàisia.El senzill principal " Before You Love Me" va ser llançat al Regne Unit el 30 d'abril de 2001, poc després d'estar al número 1 a MTV Select i diverses aparicions a televisió d'Alsou. Tot i això, només va aconseguir ubicar-se en el lloc número 27 a l'UK Singles Chart. Més tard aquell any va ser llançat a Alemanya i Austràlia.